# Sprinkler

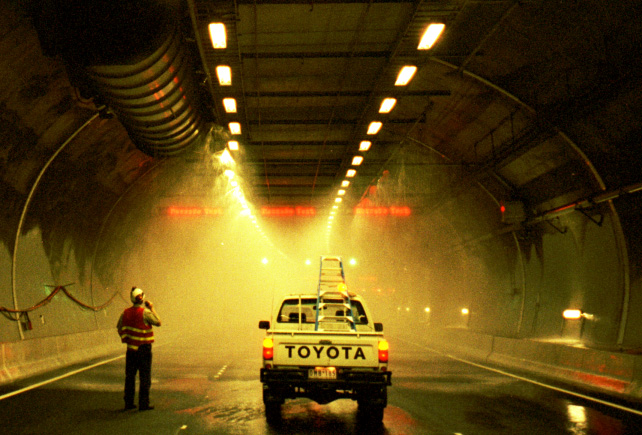
Sistema sprinkler in azione all'interno di una galleria

Lo sprinkler (lett. "spruzzatore" in inglese) è un sistema automatico di estinzione a goccia; ha lo scopo di rilevare la presenza di un incendio e di controllarlo in modo che l'estinzione possa essere completata con altri mezzi, oppure di estinguerlo nello stadio iniziale (impianti ESFR = Early Suppression Fast Response).
Un sistema sprinkler comprende un'alimentazione idrica e una rete di tubazioni, solitamente posizionate a livello del soffitto o della copertura, alla quale sono collegati, con opportuna spaziatura, degli ugelli erogatori chiusi da un elemento termosensibile. In caso d'incendio, il calore sviluppato provoca l'apertura degli erogatori che si trovano direttamente sopra l'area interessata e conseguentemente la fuoriuscita di acqua in goccioline che permette il rapido controllo dell'incendio con il minimo dei danni.
In molte situazioni è sufficiente l'attivazione di meno di quattro sprinkler per spegnere l'incendio. In scenari con incendi che si sviluppano rapidamente (ad esempio in caso di versamento di liquidi infiammabili), possono essere necessari fino a dodici sprinkler per il controllo dell'incendio.

## Storia

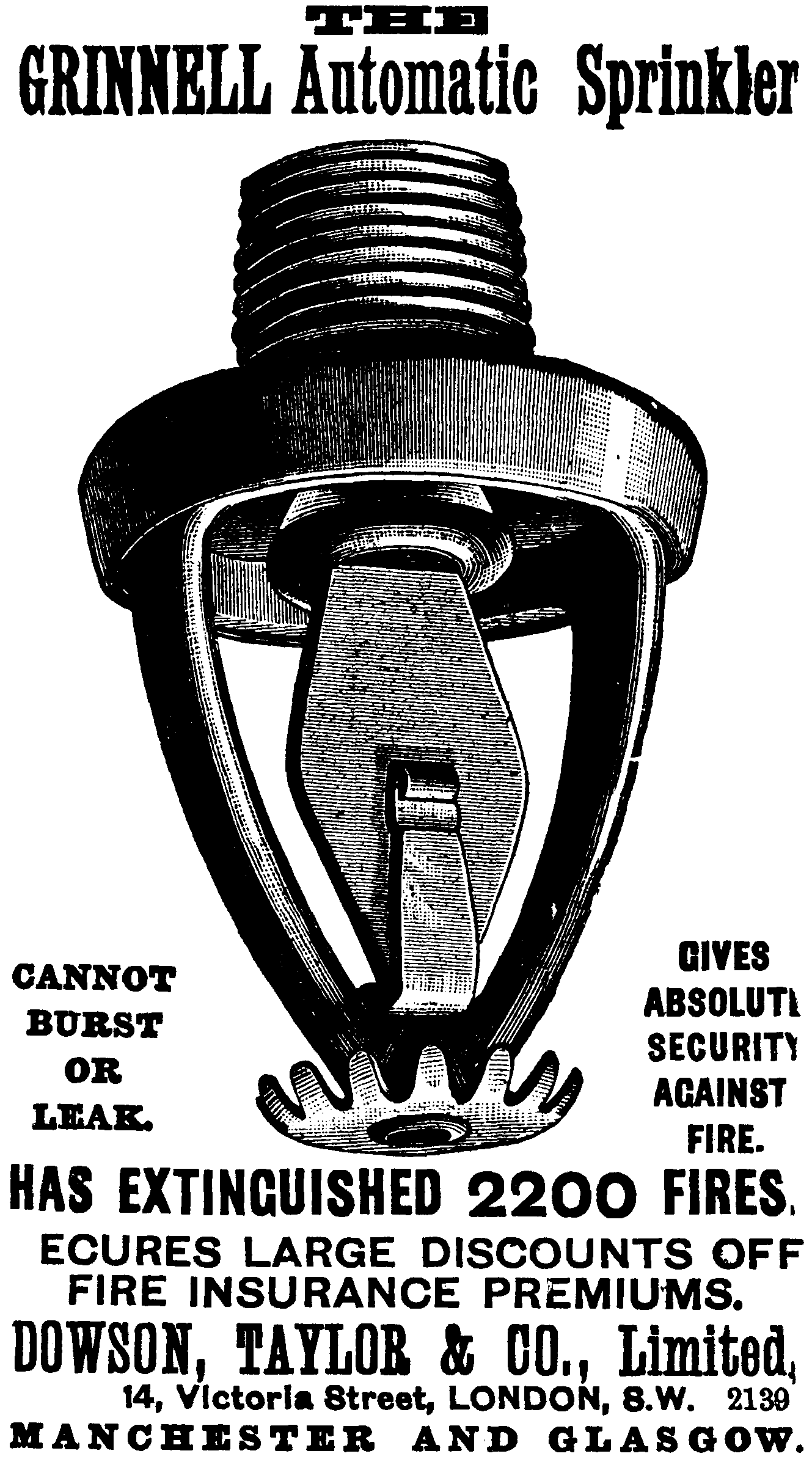
Sprinkler in una locandina pubblicitaria del 1897.

Gli antesignani dei moderni sistemi sprinkler erano costituiti da tubazioni provviste di fori a intervalli regolari: l'apertura manuale di una valvola consentiva il flusso dell'acqua che veniva riversata sull'incendio attraverso i fori.
Questo sistema aveva il considerevole svantaggio di non essere azionato automaticamente. Inoltre le tubazioni erano soggette alla corrosione e i fori si occludevano facilmente. Per rendere il sistema automatico, furono proposte ed applicate soluzioni con corde e contrappesi: le fiamme bruciavano la corda che liberava un contrappeso che, a sua volta, apriva la valvola di adduzione dell'acqua. Non era tuttavia un sistema particolarmente affidabile e sicuro in quanto si inceppava frequentemente ed era difficile prevedere il tempo necessario per bruciare la corda.

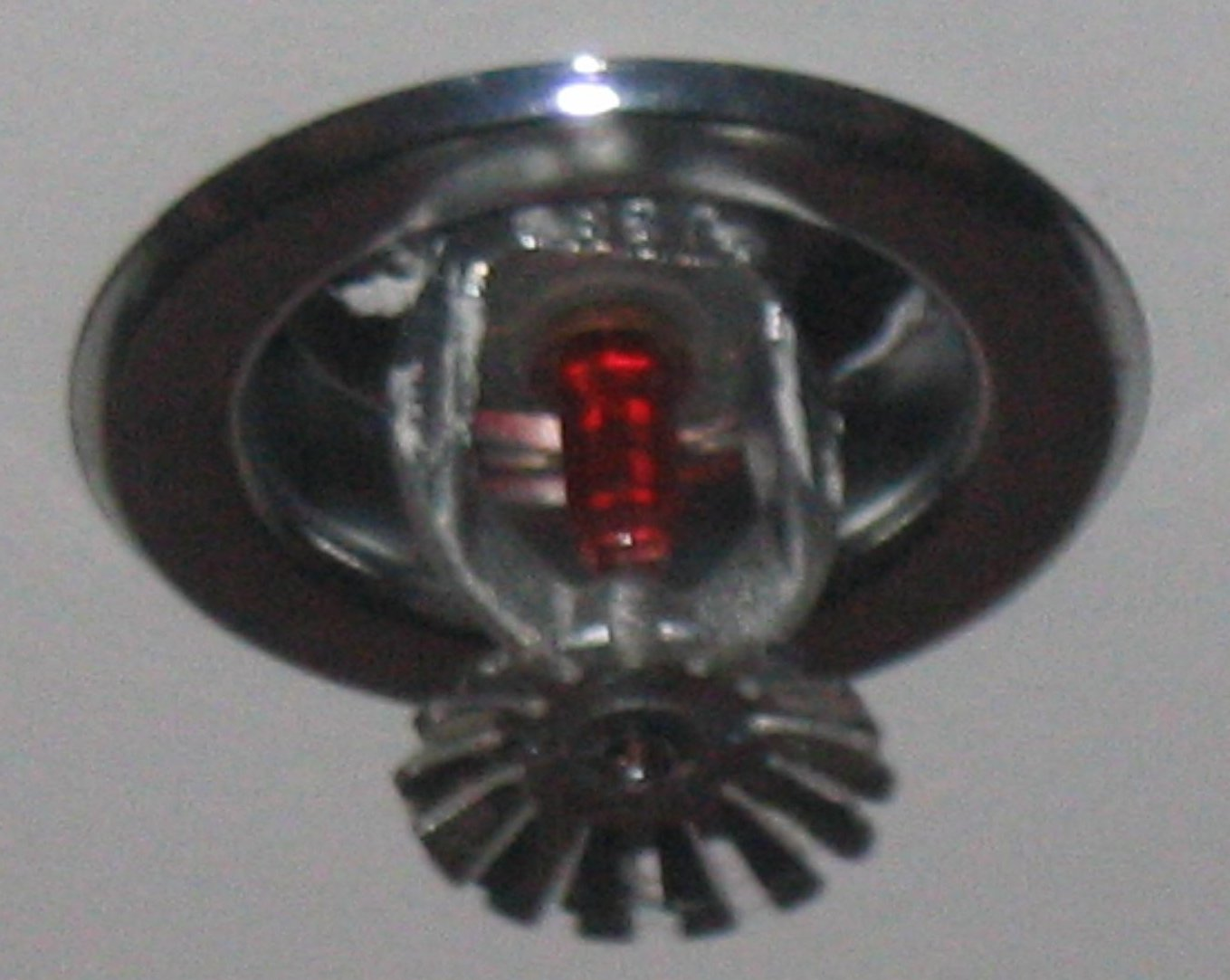
Erogatore sprinkler con elemento termosensibile a bulbo di vetro

Henry S. Parmalee di New Haven, Connecticut (USA) è considerato l'inventore del primo sprinkler automatico, brevettato nel 1874. Pur essendo un dispositivo rudimentale, era comunque costituito dai componenti fondamentali che ancora oggi caratterizzano un erogatore automatico sprinkler: un corpo, un elemento termosensibile, un tappo, un orifizio e un deflettore.
Nel corso degli anni gli impianti sprinkler sono stati perfezionati aumentando la velocità di intervento e migliorando l'efficacia dell'azione di controllo ed estinzione dell'incendio. Fino al 1940, i sistemi sprinkler furono installati quasi esclusivamente in stabilimenti industriali e magazzini. Attualmente trovano applicazione anche per la protezione di centri commerciali, uffici, alberghi e teatri. Soprattutto negli USA, è difficile trovare un edificio pubblico che ne sia privo.

## Caratteristiche degli erogatori
L'erogatore è un ugello che distribuisce acqua sopra un'area definita (normalmente compresa tra 9 e 20 m² in funzione della tipologia di rischio).
Ogni erogatore consiste in un corpo, un elemento termosensibile, un tappo, un orifizio e un deflettore. I modelli di ogni componente possono variare, ma le caratteristiche fondamentali di base rimangono le stesse.

### Corpo
Il corpo costituisce la struttura dell'erogatore. La tubazione di alimentazione è collegata alla base del corpo che tiene insieme il tappo e l'elemento termosensibile e supporta il deflettore durante l'uscita dell'acqua. Le finiture standard sono in ottone, cromo, bianco e nero. Finiture personalizzate sono disponibili per applicazioni che hanno particolari esigenze estetiche. Sono disponibili verniciature speciali per aree soggette ad alta corrosione. La scelta di un corpo particolare dipende dalla dimensione e dal tipo di area che deve essere protetta, dal tipo di rischio, dall'impatto visivo e dalle condizioni ambientali.

### Elemento termosensibile
L'elemento termosensibile è il componente che attiva l'uscita dell'acqua. In condizioni normali il componente fa in modo che il tappo resti nella sua posizione e non vi sia fuoriuscita di acqua. Non appena l'elemento viene esposto al calore, cede e rilascia il tappo. Gli elementi termosensibili sono di due tipi, entrambi ugualmente affidabili: lega metallica fusibile oppure bulbo di vetro frangibile.
La normale temperatura di funzionamento è tra 57 e 77 °C. Erogatori sprinkler che funzionano a temperature più elevate possono essere utilizzati laddove vi è una temperatura ambientale particolarmente elevata, ad esempio in prossimità di forni, tubazioni di vapore, ecc. oppure quando è prevedibile un rapido incremento di temperatura che farebbe aprire un numero eccessivo di erogatori.
Una volta raggiunta la temperatura di funzionamento, l'effettiva apertura dell'elemento avviene dopo un intervallo di tempo che può variare dai 30 secondi a 4 minuti. Questo tempo di reazione è il tempo necessario affinché si attivi il fusibile o il bulbo si rompa e dipende dai tipi di materiali di cui è composto l'elemento e dalla sua massa. Gli erogatori sprinkler standard hanno un tempo di reazione dai 3 ai 4 minuti, mentre i sistemi a risposta rapida ("Quick Response") si attivano in tempi più brevi. La scelta del tempo di reazione di un sistema sprinkler dipende dal tipo di rischio da proteggere, dal danno massimo accettabile e da altre considerazioni progettuali.

### Tappo
Il tappo è quel componente che impedisce la fuoriuscita dell'acqua. È collocato sopra l'orifizio ed è tenuto nella sua posizione dall'elemento termosensibile. L'attivazione dell'elemento termosensibile fa sì che il tappo cada permettendo così la fuoriuscita dell'acqua. I tappi sono costruiti in metallo oppure in metallo con un disco in teflon.

### Orifizio
Il foro situato alla base del corpo dell'erogatore è l'orifizio. Da quest'apertura fuoriesce l'acqua necessaria per lo spegnimento dell'incendio. A parità di pressione, all'aumentare del diametro del foro aumenta la portata idrica erogabile. La maggior parte degli orifizi hanno un diametro di ½". Diametri inferiori sono utilizzati per applicazioni di tipo residenziale e diametri maggiori per aree a rischio più elevato.

### Deflettore
Il deflettore è montato sul corpo dell'erogatore nella parte opposta all'orifizio. Lo scopo di questo componente è di frazionare il flusso d'acqua che fuoriesce dall'orifizio in modo che abbia una maggiore capacità estinguente. La geometria del deflettore determina la posizione di montaggio dell'erogatore. Le modalità normali di montaggio degli sprinkler sono: rivolti verso l'alto (montati sopra le tubazioni), rivolti verso il basso (montati sotto le tubazioni) e rivolti orizzontalmente (con erogazione dell'acqua parallelamente ad un muro/parete laterale). L'erogatore deve essere montato come è stato progettato e solo così avrà un funzionamento corretto. La scelta di un particolare tipo di montaggio dipende dai vincoli strutturali dell'edificio.

## Funzionamento
È possibile distinguere quattro tipologie principali di sistemi sprinkler che si differenziano in base alle modalità di funzionamento. La scelta di questi diversi tipi dipende da diverse considerazioni, tra cui:
- il grado di rischio dell'incendio
- la velocità di propagazione dell'incendio
- la sensibilità del contenuto al danno da bagnamento
- le condizioni ambientali
- il tempo di reazione desiderato

### Dimensionamento
Per progettare un impianto occorre riferirsi a specifiche norme tecniche con cui determinare tutte le caratteristiche del sistema, in particolare le prestazioni richieste all'impianto in termini di densità di scarica, ossia quantità di acqua erogata al minuto su ogni metro quadro di superficie protetta, e di area operativa, ossia la superficie massima su cui si prevede il funzionamento dell'impianto.
Ad esempio l'indicazione densità di scarica di 12,5 l/min/m² su 250 m² significa che in caso di incendio l'impianto erogherà una quantità di acqua pari ad almeno 3125 l/min.
Al fine di determinare queste caratteristiche vengono considerati molteplici fattori inerenti:
- l'attività svolta
- la tipologia delle merci, dei materiali e degli imballaggi
- le modalità di stoccaggio
- le caratteristiche dei fabbricati
- le condizioni ambientali

Contrariamente a quanto si può istintivamente supporre, il carico di incendio medio ha una importanza relativa nella determinazione delle prestazioni, mentre viene data più rilevanza ad aspetti come modalità e altezza di impilamento, le distanze tra scaffalature, il comportamento al fuoco dei materiali, il tipo di imballaggi.
Per questo motivo non esiste un impianto sprinkler con caratteristiche fisse, adatto a tutti i tipi di rischio, ma al contrario ogni attività in genere richiede impianti differenziati, in termini di prestazioni, nelle diverse aree protette.

### Sistemi a umido
I sistemi sprinkler a umido sono i più comuni. La definizione "a umido" indica che le tubazioni sono riempite con acqua in pressione. Il calore sviluppato dall'incendio provoca l'apertura degli erogatori che si trovano direttamente sopra l'area interessata e l'immediata fuoriuscita di acqua che continuerà ad essere erogata dall'alimentazione idrica fino a quando sarà chiusa la valvola di controllo.
Da considerare i limiti di applicazione legata alle temperature ambientali e necessità di tracciare le condotte in caso di impianti all'aperto con temperature inferiori a 4 °C.

### Sistemi a secco
I sistemi sprinkler a secco sono quelli in cui le tubazioni sono riempite con aria in pressione anziché acqua. Un'apposita valvola di controllo, detta "valvola a secco", viene posizionata in un'area riscaldata ed evita l'ingresso dell'acqua fino a quando un incendio provoca l'attivazione degli sprinkler. Con l'apertura degli erogatori l'aria fuoriesce e la valvola a secco si apre. Solo in quel momento l'acqua entra nelle tubazioni e viene erogata tramite gli sprinkler sull'incendio in atto. Il principale vantaggio dei sistemi sprinkler a secco è che consentono di proteggere quegli spazi non riscaldati o refrigerati dove i sistemi ad umido potrebbero non funzionare a causa del congelamento dell'acqua all'interno dei tubi.
Nei casi in cui lo standard tecnico relativo all'installazione degli sprinkler non consente l'utilizzo di impianti a secco in ambienti freddi è possibile utilizzare impianti ad umido e riempire le tubazioni con apposite miscele di acqua ed antigelo.

### Sistemi a preallarme
I sistemi sprinkler a preallarme utilizzano il concetto base dei sistemi a secco: le tubazioni sono riempite con aria non in pressione e non con acqua. La differenza consiste nel fatto che l'apertura della valvola di controllo è comandata da impianto di rivelazione incendi separato. Affinché l'acqua venga scaricata occorre quindi un doppio consenso (apertura dell'erogatore e intervento dell'impianto di rivelazione). Questi sistemi vengono utilizzati in quei casi dove si temono gravi danni da bagnamento come conseguenza della rottura accidentale di un erogatore o di un tubo. Il vantaggio principale dei sistemi a preallarme è la duplice azione richiesta per il rilascio dell'acqua: l'apertura della valvola di preallarme (comandata dal sistema di rivelazione) e l'apertura degli erogatori sprinkler.
Di contro la presenza di un impianto di rivelazione aumenta la complessità del sistema, e quindi la possibilità di guasti, rendendolo quindi meno affidabile degli impianti che ne sono privi.
In caso di malfunzionamento dell'impianto di rivelazione non si avrebbe infatti l'apertura della valvola di controllo, e quindi l'erogazione di acqua, anche in caso di incendio.
Questo tipo di impianto offre un livello di protezione aggiuntivo contro un rilascio accidentale dell'acqua. Per questo motivo i sistemi a preallarme sono utilizzati in ambienti i cui contenuti possono essere danneggiati dall'acqua, come archivi, depositi di beni artistici, biblioteche con libri rari e centri di elaborazione dati.

### Sistemi a diluvio
I sistemi sprinkler a diluvio (attualmente non ancora previsti dalla UNI EN 12845) hanno erogatori privi del tappo e dell'elemento termosensibile e l'acqua è mantenuta a monte di un'apposita valvola la cui apertura è comandata da un sistema di rivelazione incendi separato. A differenza di quanto avviene in un impianto sprinkler con erogatori chiusi, l'acqua viene scaricata contemporaneamente da tutti gli erogatori. I sistemi a diluvio trovano ampia applicazione in industrie ad alto rischio come impianti chimici, depositi di carburante o in hangar di aeroplani laddove si teme una rapida propagazione dell'incendio e pertanto si richiede l'erogazione simultanea di grandi quantità di acqua.

## Normativa tecnica
La principale norma tecnica italiana riguardante i sistemi sprinkler è la:
- UNI EN 12845: Installazioni fisse antincendio - Sistemi automatici a sprinkler - Progettazione, installazione e manutenzione (edizione attuale 2015), che dal 30 giugno 2007 ha sostituito le norme UNI 9490 e 9489, non più in vigore.

I componenti degli impianti sprinkler sono trattati dalla norma UNI EN 12259, suddivisa in diverse parti:
- UNI EN 12259 - 1: Erogatori sprinkler
- UNI EN 12259 - 2: Valvole di allarme idraulico
- UNI EN 12259 - 3: Valvole d'allarme a secco
- UNI EN 12259 - 4: Campane idrauliche di allarme
- UNI EN 12259 - 5: Indicatori di flusso
- PR EN 12259 - 12: Pompe (progetto di norma ancora allo studio)

In campo internazionale, la norma tecnica più completa e aggiornata è la statunitense:
- NFPA 13: Standard for the Installation of Sprinkler Systems, 2007 edition.